# Cantone di Neuilly-Plaisance
Il Cantone di Neuilly-Plaisance era una divisione amministrativa dell'arrondissement di Le Raincy.
È stato soppresso a seguito della riforma complessiva dei cantoni del 2014, che è entrata in vigore con le elezioni dipartimentali del 2015.
Comprendeva il solo comune di Neuilly-Plaisance.